# Австралийски листоопашат гекон
Австралийските листоопашати гекони (Saltuarius cornutus), наричани също северни листоопашати гекони, са вид дребни влечуги от семейство Carphodactylidae.
Разпространени са в екваториалните и влажните склерофилни гори на североизточна Австралия. Дължината на тялото им е до 14 сантиметра, а на широката, наподобяваща листо опашка – 8 сантиметра. Активни са през нощта и се хранят с едри насекоми, хлебарки, паяци и други членестоноги.